# Andreas Pinxner
Andreas Pinxner (Nagyszeben, 17. század vége – 18. század eleje) erdélyi szász író.

## Élete
Apja órásmester volt. Szülővárosában és Nagyenyeden tanult. 1694 körül a wittenbergi egyetem hallgatója volt és a lelkészi pályára készült; azonban apai örökségét elpazarolta s ezért hollandiai szolgálatban Bataviába vitorlázott. Öt év mulva visszatért hazájába, de nemsokára Törökországba utazott, ahol a muszlim hitre tért.
Nevelő szándékú regénye, a Die hitzige Indianerin… még a 19. században is megbotránkozást okozott pikáns részleteivel: Joseph Trausch szász irodalomtörténész „szégyenletes és hazug könyv”-nek nevezte.

## Művei
- Apodemia ex Transylvania Per Pannoniam Austriam, Moraviam, Bohoemiam, Misniam atque Saxoniam suscepta, In qua Urbium Status, Situs, Ecclesiae facies depinguntur, inqvilinorum juxta mores & studia, aliaq. notabilia, qvae ad prudentiam Civilem & Hostoriam sacram pertinent, breviter inseruntur & exhibentur. Wittebergae, 1694
- Die hitzige Indianerinn, oder artige und curiöse Beschreibung derer Ostoindianischen Frauens-Person, welche so wohl aus Europa in Ost-Indien ziehen, oder darinnen gebohren werden, sie seyn gleich aus vermischtem oder reinem Heydnischen Geblüte derer Indianer, aus eigner Erfahrung entworffen durch den Dacier. Aus d. Frantzös. Cölln, 1701